# Frédéric de Chapeaurouge
 (juin 2014).
Frédéric Charles Adolph de Chapeaurouge (11 décembre 1813, Hambourg - 10 août 1867, Hambourg) est un homme d'affaires allemand, sénateur de Hambourg.

## Biographie
Frédéric de Chapeaurouge est issu d'une très ancienne famille genevoise ayant acquis la bourgeoisie à Genève en 1468. Son grand-oncle, Jaques (Jacob), puis son père, Jaques Henri, quittent Genève pour Hambourg. Jaques vient à Hambourg en 1764. Il travaille d'abord dans la société financière Diodati, Poppe & Co, dont il devient l'associé en 1768. La société change alors de nom et devient successivement Poppe de Chapeaurouge (1768), puis De Chapeaurouge u. Co (1789). 
En 1794, Jaques Henri de Chapeaurouge s'établit à Hambourg où il rejoint la société de courtage et financière de son oncle, De Chapeaurouge u. Co, dont il devient associé le 1er septembre 1803 et qui faisait affaire avec Necker, le ministre des finances de Louis XVI. En 1839, De Chapeaurouge u. Co devient la banque J.H. & A. Chapeaurouge lorsque Frédéric de Chapeaurouge qui est également banquier en devient associé au côté de son père. 
Frédéric de Chapeaurouge est aussi actif dans le gouvernement local de Hambourg. De 1848 à 1851, il est juge au tribunal de commerce. De 1854 à 1856, il succède à son père comme Doyen de l'association des anciens de l'Église réformée française de Hambourg, qui existe depuis 1744. Le 5 mai 1858, il est élu au Sénat de Hambourg (de) à la suite de Christian Matthias Schröder.

## Famille
Il est le second dans la famille de Chapeaurouge à accéder au poste de sénateur, après son cousin Ami de Chapeaurouge (1800-1861) qui fut sénateur de 1852 jusqu'à sa retraite en 1860. Son frère cadet Charles Ami de Chapeaurouge (1830-1897) a également été sénateur en 1867. Adolph de Chapeaurouge s'est occupé au Sénat des affaires financières, de la fiscalité et des droits de douane. 
Le neveu de Frederic Charles Adolph, Paul de Chapeaurouge est le quatrième membre de la famille à être élu sénateur (1925).
Le 8 août 1844, Frédéric de Chapeaurouge épouse Agnès Caroline Helene Hagedorn (Hambourg, 24 juin 1817 - Mexico, 23 avril 1900). Ils auront deux fils :
- Adolphe (Hambourg, 5 septembre 1849 - Tizcatitlan, 13 décembre 1881), associé de la banque Esteban Benecke & Cie et consul d'Allemagne à Mexico
- Donat (Hambourg, 7 mai 1853 - Hambourg, 21 mai 1920), associé de la banque Esteban Benecke & Cie à Mexico.